# 香港青年音樂協會
香港青年音樂協會（英語：Hong Kong Youth Music Society），簡稱青協，香港音樂團體，成立於1973年，翌年註冊為非牟利團體。 宗旨為「培養青少年對中國音樂的興趣，推廣中國音樂，服務社會」。

## 歷史
香港青年音樂協會成立於1973年，1974年2月由創辦者之一、愛好音樂的政務主任蕭炯柱（1970年代後期曾出任音樂事務統籌處首任處長）起草該會憲章，同年6月註冊為非牟利團體:137。
該會轄下的中樂團是1970年代起香港活躍的業餘中樂團之一:143。該樂團於1980年首次邀請專業指揮家合作，1984年首次起用自行培育的指揮與獨奏音樂家合作演出。多年來有不少出身於該樂團的樂手成為職業演奏家或導師，如蘇思棣、蘇紹勳、徐英輝、黃健偉、楊輝榮、蕭秀嫻等。:137
協會自1975年起，多次開辦免費中西樂器訓練班:137，及在1998年至2002年間，於觀塘啟業邨社區會堂舉辦中國樂器訓練班，為區內青少年提供學習中樂的機會。協會持續吸納青少年團員進行免費樂隊訓練。
協會早年除經常參與前音樂事務統籌處之「樂韻播萬千」音樂會外:137，亦曾與公益金合辦籌款音樂會，及於石鼓洲戒毒所和心光盲人院等社會志願機構舉行音樂會，向中小學生以及不同階層人士介紹中國音樂。1994年與循道衛理楊震社會服務處合作，為南京孤兒院舉行籌款音樂會，取得空前成功。協會定期舉行各類型音樂會，包括社區中心、長者活動中心、老人院舍等，讓社區人士免費欣賞音樂。同時也應康文署邀請到不同場地表演，為普及中國音樂作出貢獻。近年協會更於網上平台持續上載過往音樂會錄像及短片，向廣大中樂愛好者分享昔日經典。
協會亦曾到海外作音樂交流，包括2005年湛江「民族管弦樂之夜」、2006年新加坡「華族管弦樂之夜」、「新港稚韵之夜」，以及2009年廣州南沙「夏之韵」音樂會。而於本地舉行之大型音樂會，包括 2008 年「35 週年紀念音樂會之梁祝、黃河」、2010 年由劉文金先生指揮之「細說長城 - 劉文金作品音樂會」、2013 年由何占豪教授指揮之「40 週年音樂會 - 龍華懷古梁祝傳情」、以及2018年邀得著名胡琴大師黃安源及黃晨達父子演出之「源弦樂聚薪火傳」45周年音樂會。

## 曾與合作的音樂家

### 指揮
- 夏飛雲
- 何占豪
- 黃安源
- 關迺忠
- 易有伍
- 陳能濟
- 顧立民
- 徐英輝
- 東初
- 衛承發
- 胡柏端

### 演奏家
- 馬曉暉
- 陳愛娟
- 許菱子
- 邵琳
- 霍世潔
- 莫偉樑

### 歌唱家
- 陳愛娟
- 奚秀蘭
- 吳碧霞
- 吳玉芯
- 鄭穎芬

## 香港首演樂曲
- 《飛天》
- 揚琴協奏曲《漓江隨想曲》
- 二胡協奏曲《莫愁女幻想曲》
- 《青春》
- 二胡、古箏協奏曲《梁山伯與祝英台》
- 胡琴與樂隊《故鄉之歌》

## 外部連結
- 青年樂協慶35年 《黃河大合唱》贏好評
- 《龙华怀古、梁祝传情》音乐会
- 香港青年音樂協會網頁
- 香港青年音樂協會活動@青年音樂訓練基金網頁
- 香港青年音樂協會2005年訪問湛江報導 （页面存档备份，存于）